# Josep Franch
Josep Franch de Pablo (Badalona, 28 gennaio 1991) è un cestista spagnolo.

## Palmarès
- Liga catalana: 1

Joventut Badalona: 2008